# Нова влада
Партія Нова влада (кит.: 時代力量) — політична партія в Республіці Китай, що виступає за такі, як "прогресивна цінність", "відкритість і прозорість", "нормалізація національного статусу Тайваню".